# Kinesiska köket

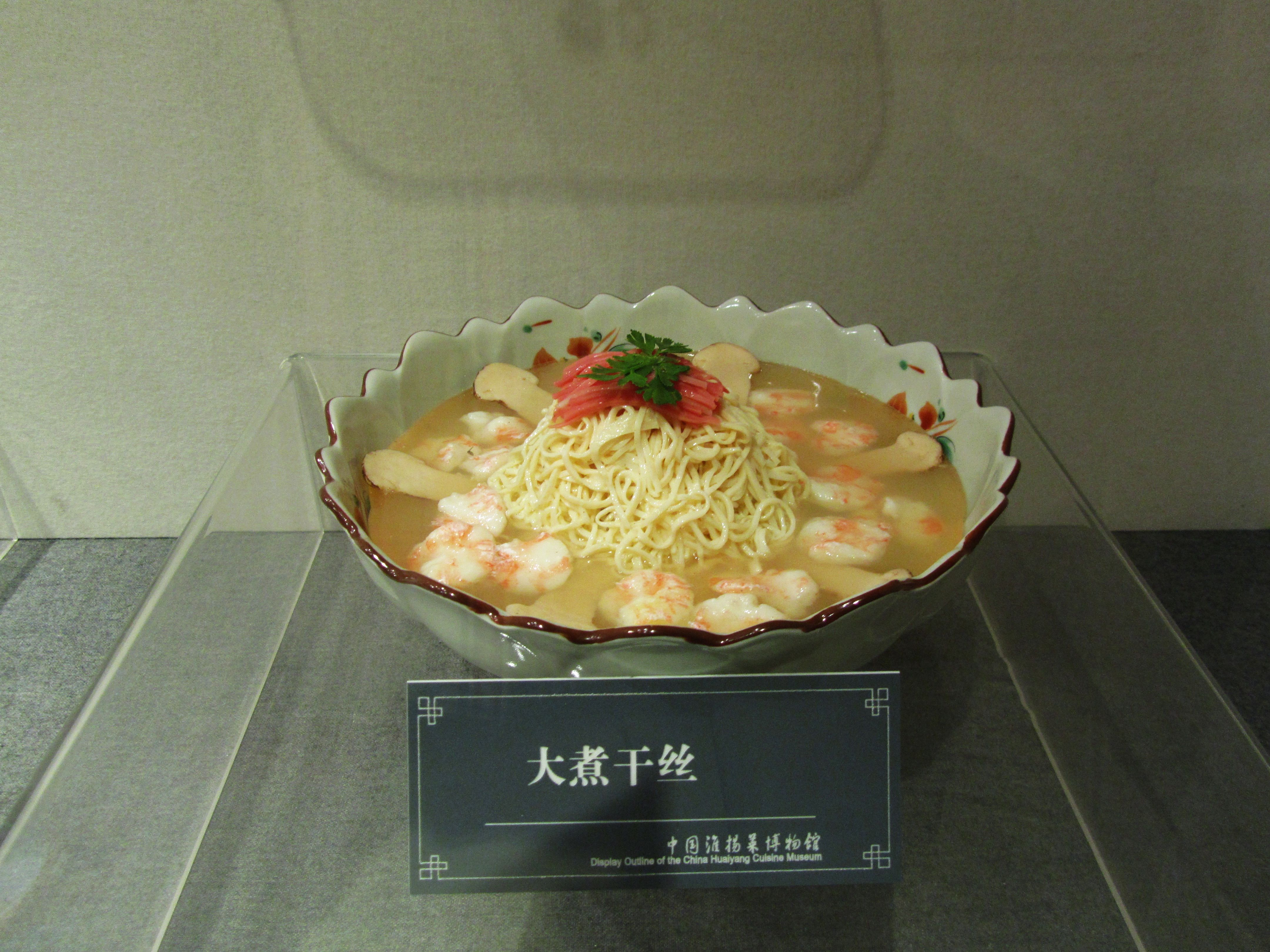
Dàzhǔ gānsī är en typisk soppa från köket i Huaiyang. Den är gjord av fint strimlad torkad tofu, kyckling, skinka och bambuskott. Ingredienserna behöver bräseras med räkor i kycklingsoppa. Denna maträtt skattades högt av Qianlong-kejsaren.

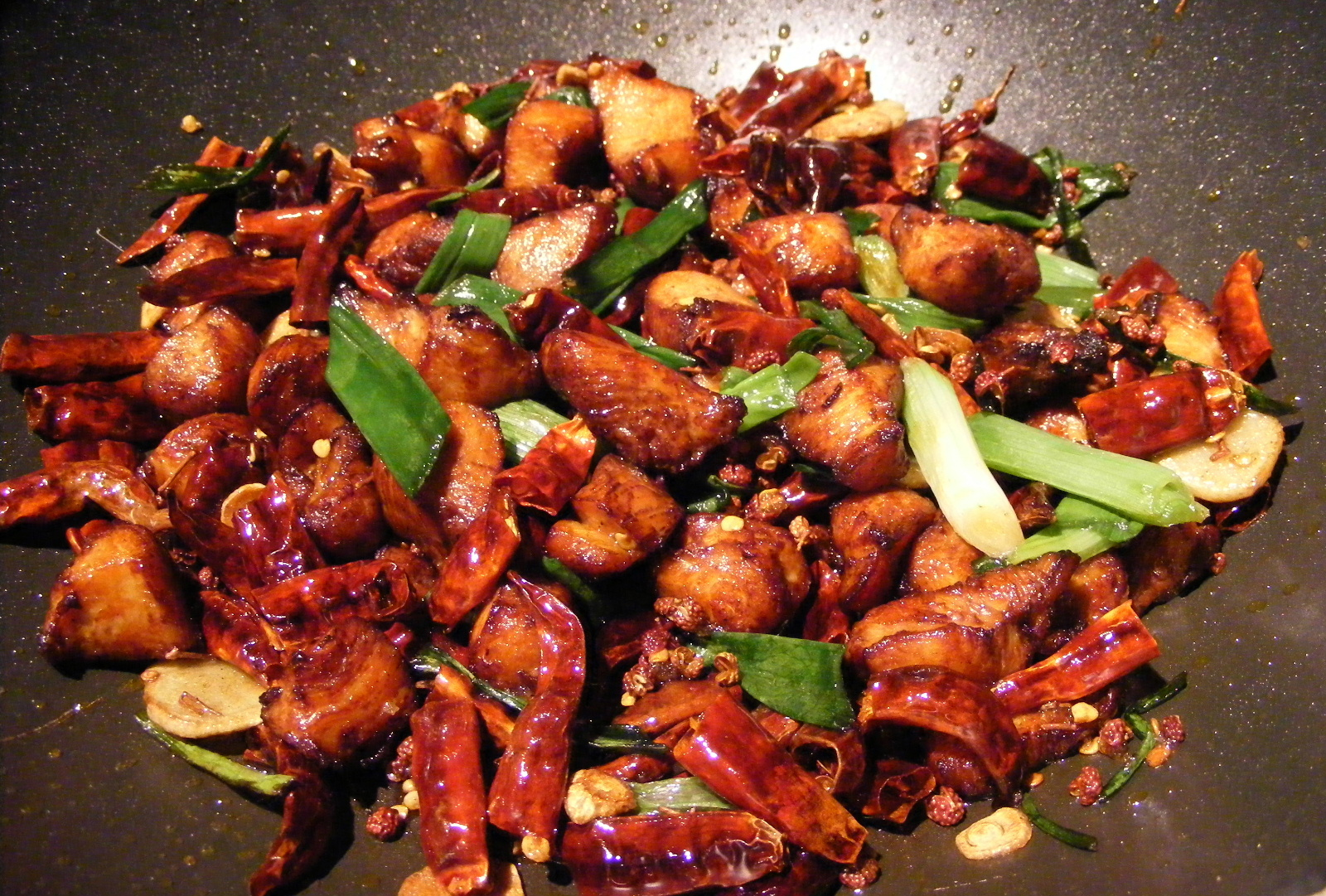
Làzǐ Jī, maträtt från sichuanesiska köket. Kyckling stekt under omrörning chili och sichuanpeppar.

Det kinesiska köket har en lång och omfångsrik historia och anses vara ett av världens tre "moderkök" eller haute cuisine vid sidan av det romerska köket och det iranska köket. Från Kina har det kinesiska köket idag spridits över i stort sett hela världen.

## Historik
Det vi idag känner som det kinesiska köket har vuxit fram under en mycket lång tid och berikats med såväl importerade råvaror och matlagningstekniker som egna uppfinningar. I Kina omnämns ofta Pekingmannen, och dennes bruk av eld, som det första "köket" (för uppemot 400 000 år sedan), medan mer modesta redogörelser brukar starta i den kinesiska stenåldern under vilken för det kinesiska köket typiska saker som risodling och nudlar belagts med arkeologiska fynd. Ätpinnar, använda som bestick, började användas inte senare än Zhoudynastin medan snabbstekning (även "wokning") blev populärt under Tangdynastin och de flesta berömda kinesiska maträtter som man äter idag tillkom under Qingdynastin eller i början av Republiken Kina.

### Periodisering
För den historiska perioden delar man som regel in det kinesiska kökets historia efter de vanliga dynastierna, med egna rubriker för icke-härskande icke-hanfolk.

## De stora skolorna
Efter det kinesiska imperiets snabba expansion under Qin- och Handynastierna lade kinesiska betraktare snart märke till de mycket olika matvanor som rådde i olika delar av riket. Dessa var ofta mycket lokala men kom snart att systematiseras. De fyra vanligaste sådana klassifikationer, uppräknade i den ordning de uppstod, är:
- Det nordkinesiska och det sydkinesiska köket: en gammal distinktion som fortfarande är vanligt förekommande; idag huvudsakligen baserad på att vete är grundfödan i norr, medan det i söder är ris, samt på en betydande skillnad i lokalt odlingsbara grönsaker.
- De fyra köken: Lu (Shandong), Chuan (Sichuan), Yang (Jiangsu) och Yue (Guangdong). Idag ofta uppfattade som provinsknutna skolor, täckte begreppen – som användes inte senare än under Mingdynastin – traditionellt in betydligt större geografiskt område än så.
- De åtta köken: en idag mycket vanlig indelning som började användas under Qingdynastin. Från de fyra skolorna har man brutit ut/lagt till: Xiang (Hunan), Min (Fujian), Hui (Anhui) och Zhe (Zhejiang).
- De tio köken: de åtta, plus mat från Peking och Shanghai. Det förekommer också att man delar in det kinesiska köket efter alla de provinser, autonoma regioner och städer på provinsnivå som förekommer i dagens Kina, men det torde krångla till mer än det hjälper.

Utöver dessa kommer andra kategorier som exempelvis palatsrätter, vegetariska rätter (ofta med kopplingar till buddhism och daoism) och de olika kök som är kopplade till Kinas många minoritetsfolk.
Kinesisk mat har också sedan länge spritts utanför Kina och har i processen oftast anpassat sig efter lokala förhållanden vilket gör en uppdelning av kinesisk mat efter hur den idag är i olika delar av världen relevant – även om den nästan överallt huvudsakligen byggt på matkultur från Fujian eller Guangdong (Kanton). Kinesisk mat förknippas i västvärlden ibland med snabbmat, antagligen tack vare woktekniken. Se Kinarestaurang.

## Grundläggande indelningar
En första indelning är den mellan föda som äts, och sådan som dricks eller röks.
- Det som äts delas vanligtvis in i fàn (飯, "kokt ris") eller huvudföda (主食, zhǔshí) och cài (菜, "maträtt") eller sidoföda (副食, fùshí). Fan inkluderar de flesta spannmål, och cai delas vidare upp efter det slags kött, fisk eller grönsak som utgör maträttens bas. Utöver dessa kommer frukt, nötter, smårätter som inlagda grönsaker, etc.

En matkategori lite vid sidan är mjölmat (麵食, miànshí), som ofta är en blandning av fan och cai men som räknas som en kategori för sig själv och vanligen intas i speciella restauranger som inte serverar annan mat. Hit hör framförallt nudlar, jiaozi (餃子) och baozi (包子).
- Till det som dricks hör alkoholhaltiga drycker som starksprit (kinesiska alkemister tros vara de första att skapa destillationsapparater), öl (Kina är idag världens största producent) och vin (man har odlat vin i Kina längre än man gjort det i de stora franska vindistrikten), samt te (Kina var det land där man först odlade och drack te), men numer även en stor mängd läskedrycker (först importerat av holländare)[förtydliga], mineralvatten, kaffe (man har en liten inhemsk produktion på Hainan), etc.
- Till det som röks räknas tobak och opium (det senare är dock sedan länge förbjudet).

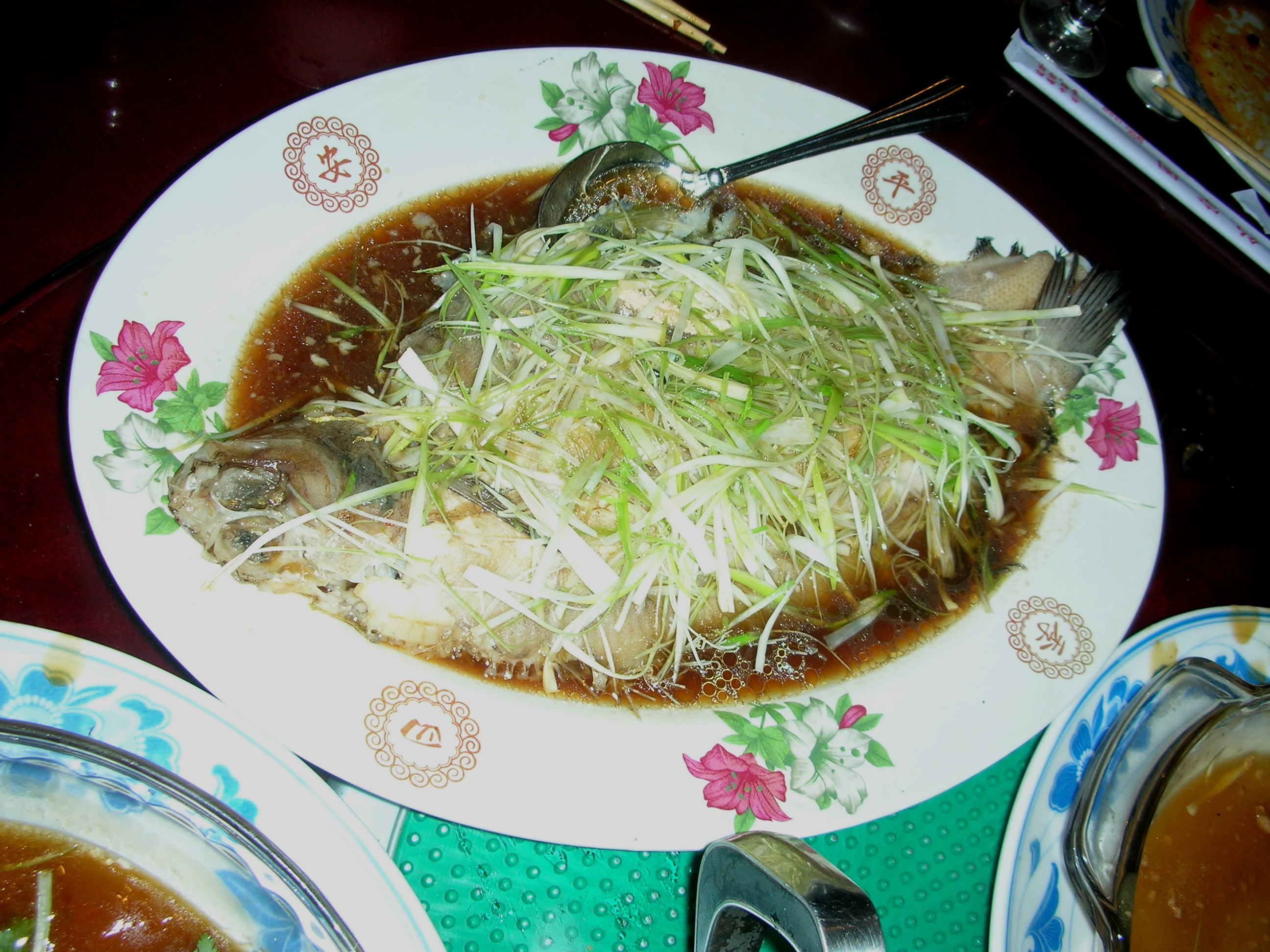
Ångad hel abborre med rom inuti. Skivad ingefära och vårlök sprids vanligtvis ut ovanpå.
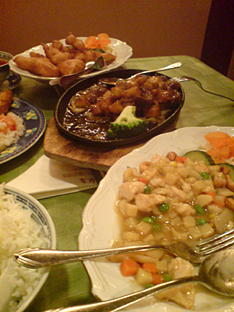
Vanlig västerländsk tolkning av det kinesiska köket.
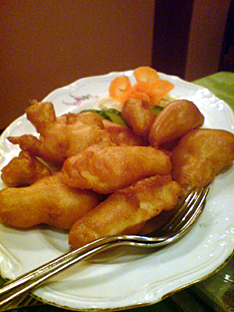
Friterade räkor så som de vanligen serveras på kinarestauranger i Sverige.
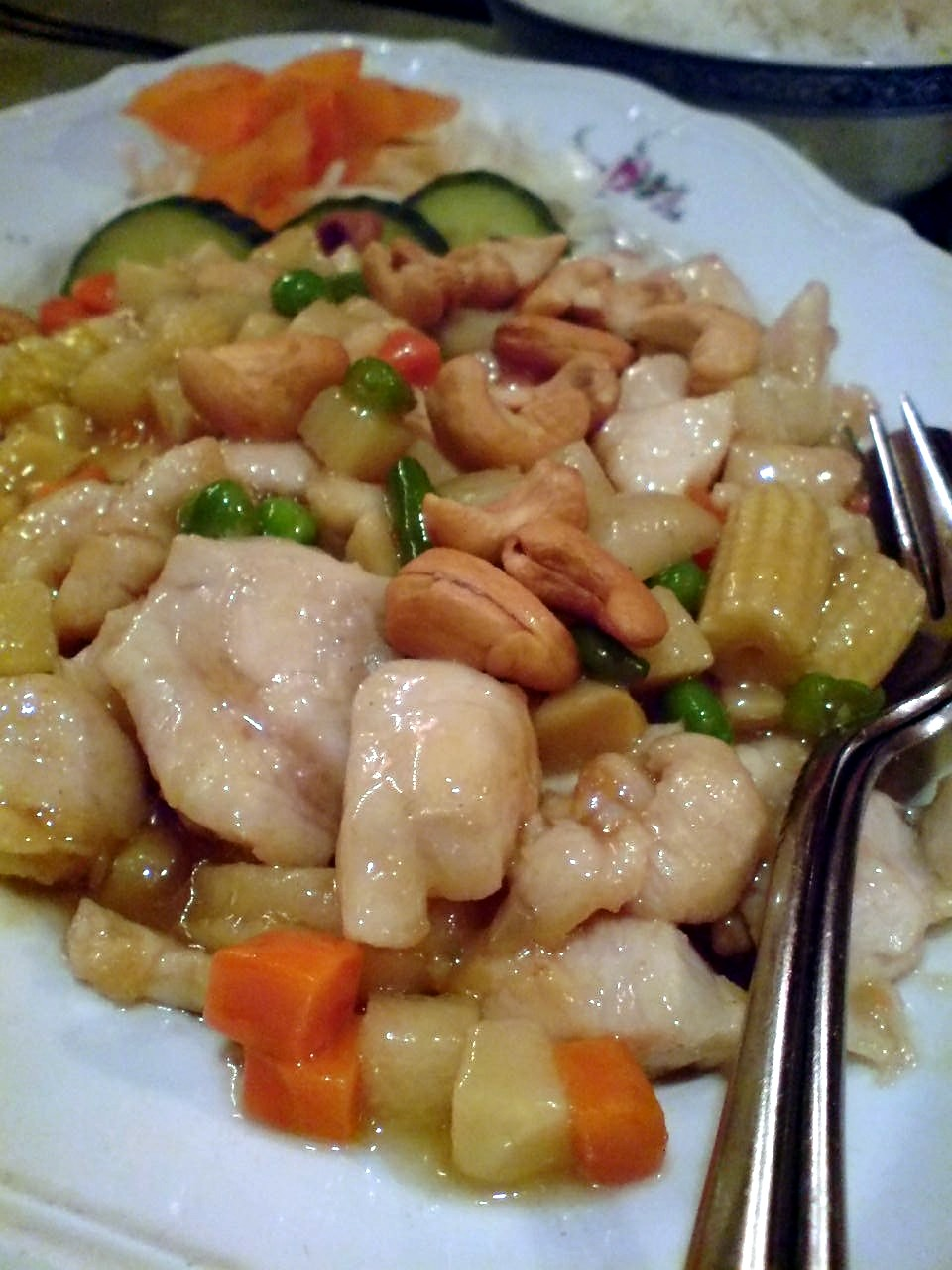
Västvärldsanpassad kyckling med nötter.
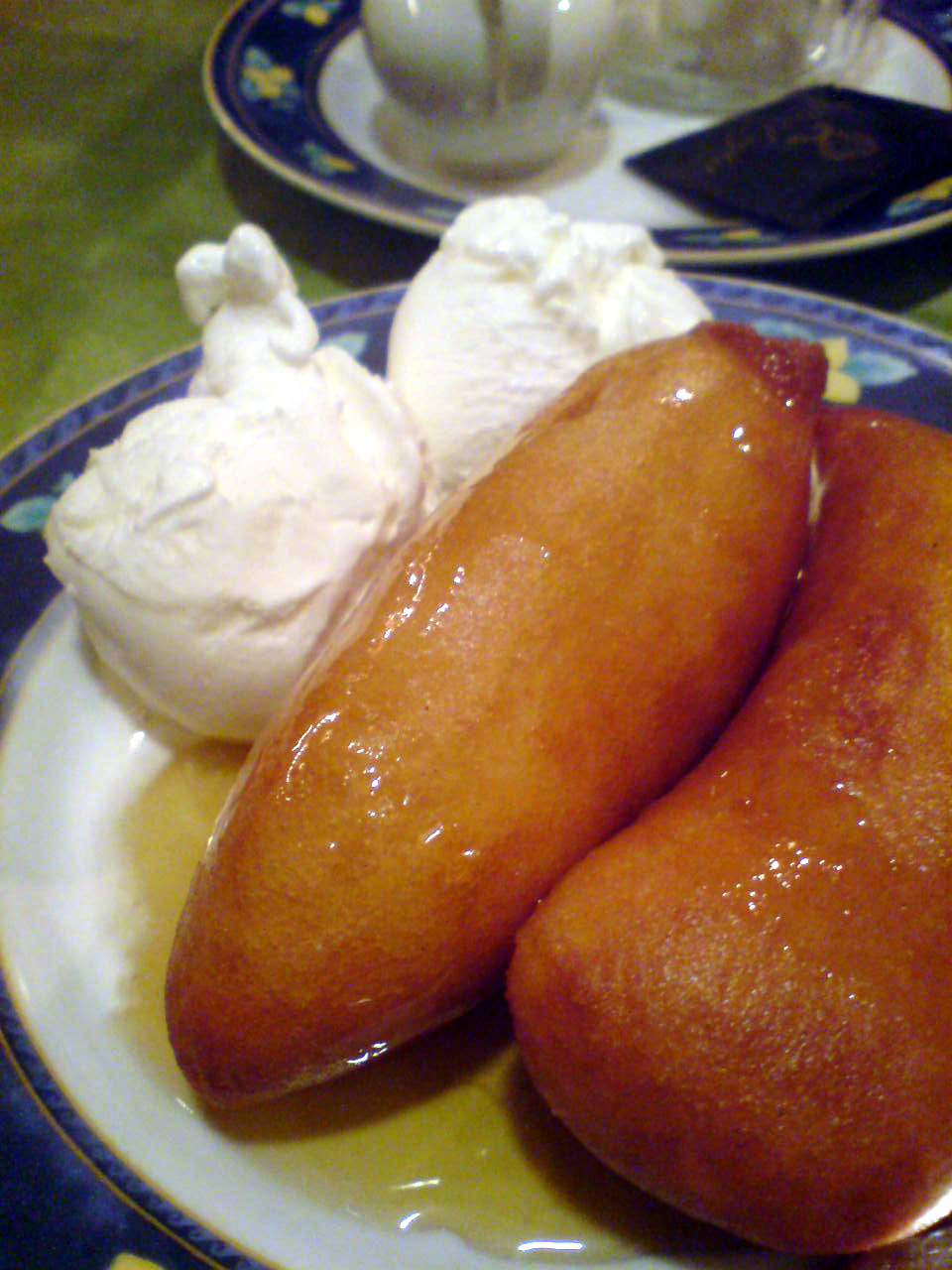
Västvärldsanpassade friterade bananer med glass.
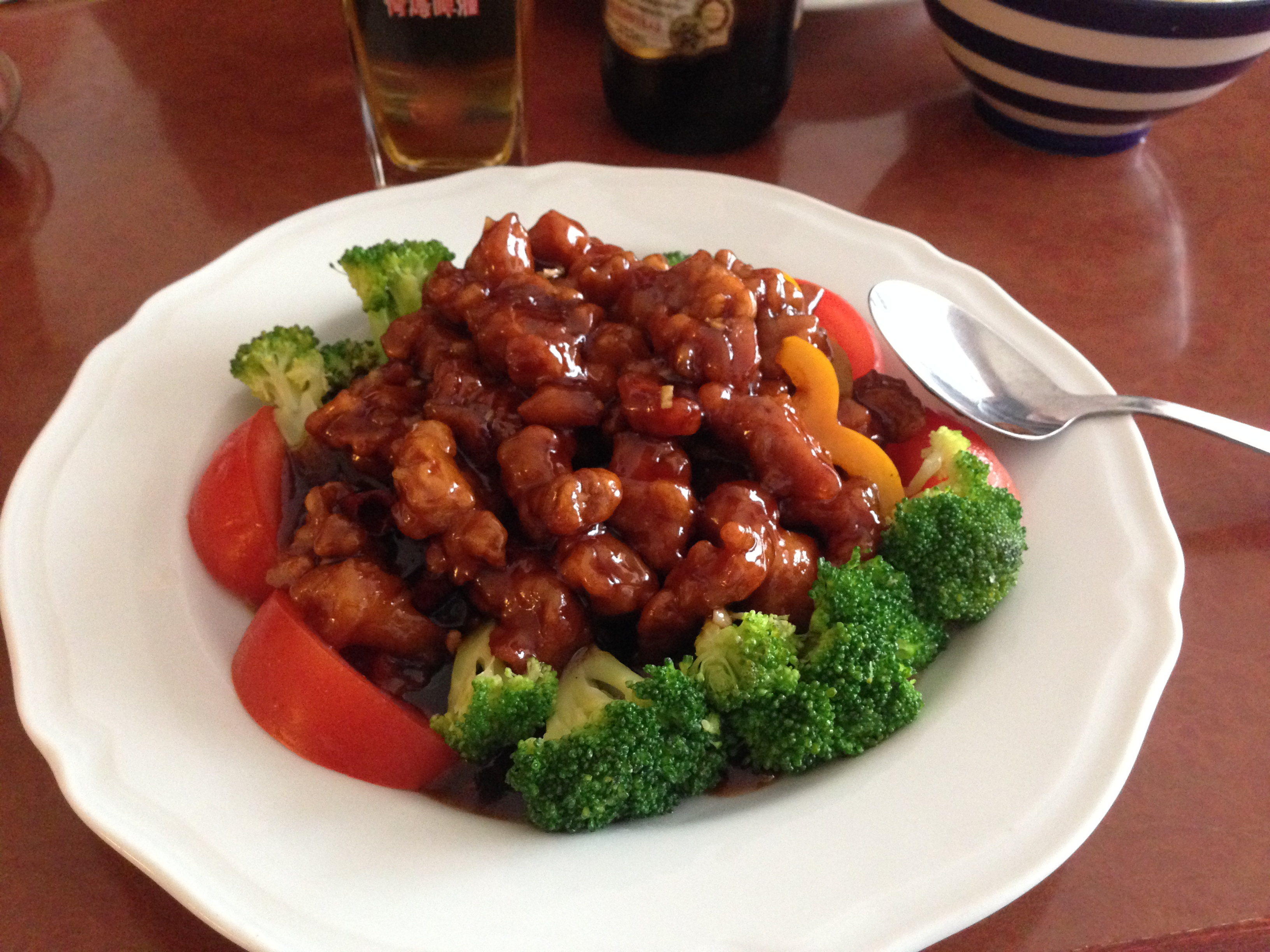
General Tsos kyckling, en amerikansk-kinesisk rätt, här såsom den serveras på restaurang Golden China i Uppsala.
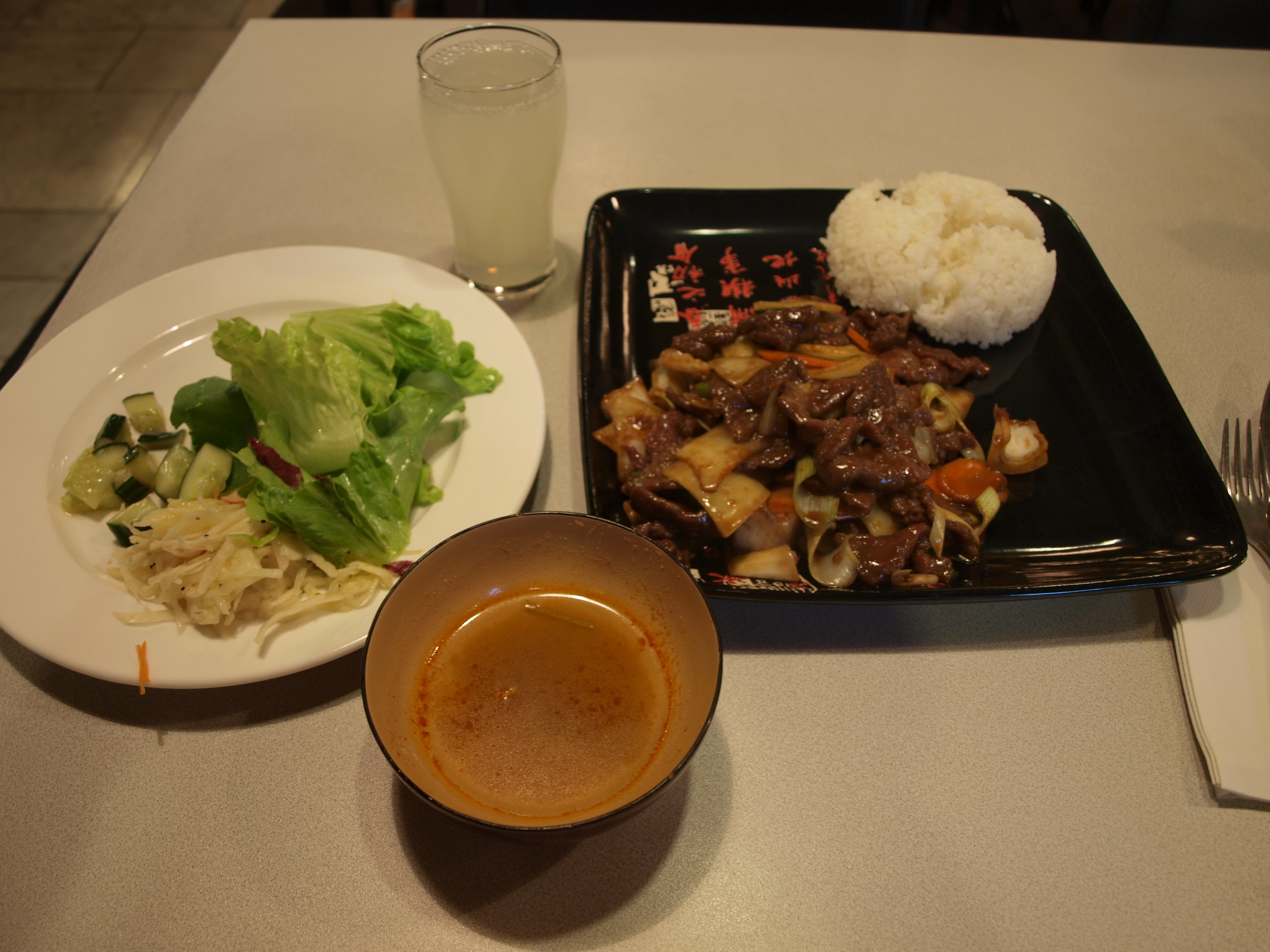
Japansk-kinesisk fusion bestående av wok av nötkött med salad, misosoppa och citronsaft i restaurangen Nooshi i Stockholms centrum.

## Kinesiska matredskap

### För matlagning
Typiska redskap för matlagning inkluderar:
- wok, stekgryta
- korgar för ångkokning

### Vid bordet
Typiska redskap vid matbordet inkluderar:
- Ätpinnar
- Kinesisk sked
- Risskålen